# 新竹縣立二重國民中學
新竹縣立二重國民中學，位於台灣新竹縣竹東鎮二重里，創建於1956年8月1日。原名為新竹縣立竹東中學二重分校，1962年8月奉准獨立成為「新竹縣立二重初級中學」實施九年國民教育後，更名為新竹縣立二重國民中學。

## 學校歷史
- 1956年9月，成立原竹東中學二重分校，暫時借用二重國小教室上課。
- 1958年，校舍動工，同年秋完工。
- 1962年8月，獨立成為新竹縣立二重初級中學。
- 1968年8月，實施九年國民教育，更名為新竹縣立二重國民中學。

## 歷任校長
| 屆 | 姓名   | 就任年分 | 備註 |
| -- | ------ | -------- | ---- |
| 1  | 楊卓然 | 1962年   |      |
| 2  | 鄭香洲 | 1967年   | 病逝 |
| 3  | 黃綠秀 | 1979年   |      |
| 4  | 姜禮讓 | 1983年   |      |
| 5  | 莊興惠 | 1990年   |      |
| 6  | 余保生 | 1996年   |      |
| 7  | 李妙靜 | 2001年   |      |
| 8  | 劉文龍 | 2005年   |      |
| 9  | 詹培莉 | 2008年   |      |
| 10 | 陳美君 | 2016年   |      |

## 學校特色

### 藝術才能班(管樂類)
緣起於創校之初，以數支簡單的樂器組合隊伍並擔任升旗伴奏。於2002年李妙靜校長時期成立二重管樂團，之後曾數度更名管樂專班、管樂社、管樂團，最後於2011年定名為「管樂專班」。
透過樂理、視唱、節奏、專長樂器演奏四項術科測驗後錄取，校內管樂團由該班組成並參加縣內比賽及舉辦公演。

### 校內社團
共有39個社團，其中包含男、女排球校隊。